# Lehôtka pod Brehmi
Lehôtka pod Brehmi (in ungherese Apáthegyalja) è un comune della Slovacchia facente parte del distretto di Žiar nad Hronom, nella regione di Banská Bystrica.